# دینرسدورف
داینرسدورف (به آلمانی: Dienersdorf) یک منطقهٔ مسکونی در اتریش است که در هارتبرگ فورستنفلد واقع شده‌است. داینرسدورف ۷٫۰۶ کیلومتر مربع مساحت دارد ۳۵۵ متر بالاتر از سطح دریا واقع شده‌است.